# Pat Brown
Edmund Gerald Brown, Sr., mais conhecido como Pat Brown (São Francisco, 21 de abril de 1905 — Beverly Hills, 16 de fevereiro de 1996) foi um advogado e político norte-americano, filiado ao Partido Democrata e o 32º governador da Califórnia entre 1959 a 1967.
Nascido em São Francisco, tinha um interesse precoce por política. Se formou em direito em 1927, e, posteriormente, começou a prática jurídica. Como procurador do distrito de São Francisco, foi eleito procurador-geral da Califórnia em 1950, antes de se tornar governador do Estado em 1959.
Como governador, embarcou em projetos maciços de construção de infraestruturas importantes e redefiniu o sistema de ensino superior do estado. Durante suas duas candidaturas para presidente em 1960 e 1964, ficou em segundo e primeiro lugar nas primárias, respectivamente, mas não obteve um bom desempenho nas convenções nacionais. Embora foi derrotado pelo ator Ronald Reagan em 1966, quando disputava um terceiro mandato, seu governo lhe tornou conhecido como o "construtor da Califórnia moderna".
Seu filho, Jerry Brown, foi eleito governador da Califórnia para quatro mandatos, e, sua filha, Kathleen Brown, foi tesoureira estadual da Califórnia.